# Copa México 1958/59
Die Copa México 1958/59 war die 17. Austragung des Fußball-Pokalwettbewerbs seit Einführung des Profifußballs in Mexiko. Das Turnier wurde im Anschluss an die Punktspielrunde der Erstliga-Saison 1958/59 ausgetragen. Teilnahmeberechtigt waren nur die 14 Mannschaften, die in derselben Saison in der höchsten Spielklasse des Landes vertreten waren. Sieger wurde die Mannschaft des CD Zacatepec, die den Pokalwettbewerb in dieser Saison zum zweiten Mal nach 1957 gewann und zum dritten Mal in Folge im Finale stand. Dort traf sie in allen drei Fällen auf den Club León, der sich in der Vorsaison durchsetzen konnte.

## Modus
Die Begegnungen wurden im K.-o.-System ausgetragen. Wegen der Teilnahme von 14 Mannschaften kamen in der ersten Runde zwei Mannschaften (CD Irapuato und CD Zamora) per Freilos weiter. Alle Runden bis auf das Finale wurden in Hin- und Rückspielen mit je einem Heimrecht der beiden Kontrahenten ausgetragen. Endspielort war das Estadio Ciudad de los Deportes in Mexiko-Stadt.

## Achtelfinale
Die Begegnungen des Achtelfinals wurden zwischen dem 15. März und 22. März 1959 ausgetragen.
|                | Gesamt          |                  | Hinspiel | Rückspiel |
| -------------- | --------------- | ---------------- | -------- | --------- |
| CD Oro         | 6:6 (2:3 i. E.) | Atlético Morelia | 5:2      | 1:4       |
| Club América   | 2:7             | CF Atlas         | 1:3      | 1:4       |
| CD Zacatepec   | 4:1             | CF Atlante       | 2:1      | 2:0       |
| Club León      | 7:5             | Club Necaxa      | 5:1      | 2:4       |
| Celaya FC      | 5:6             | Deportivo Toluca | 3:3      | 2:3       |
| CD Guadalajara | 7:3             | CD Cuautla       | 2:1      | 5:2       |

- CD Irapuato und CD Zamora per Freilos.

## Viertelfinale
Die Hinspiele des Viertelfinals wurden am 29. März und die Rückspiele am und 5. April 1959 ausgetragen.
|                  | Gesamt |                  | Hinspiel | Rückspiel |
| ---------------- | ------ | ---------------- | -------- | --------- |
| CD Guadalajara   | 8:3    | Atlético Morelia | 6:1      | 2:2       |
| Deportivo Toluca | 6:2    | CF Atlas         | 3:1      | 3:1       |
| CD Zamora        | 3:7    | Club León        | 2:3      | 1:4       |
| CD Irapuato      | 2:4    | CD Zacatepec     | 1:1      | 1:3       |

## Halbfinale
Die Hinspiele des Halbfinals wurden am 12. April und die Rückspiele am 19. April 1959 ausgetragen.
|                | Gesamt |                  | Hinspiel | Rückspiel |
| -------------- | ------ | ---------------- | -------- | --------- |
| CD Guadalajara | 2:7    | Club León        | 2:5      | 0:2       |
| CD Zacatepec   | 3:2    | Deportivo Toluca | 0:1      | 3:1       |

## Finale
Das Finale wurde am 26. April 1959 ausgetragen.
|              | Ergebnis |           |
| ------------ | -------- | --------- |
| CD Zacatepec | 1:0      | Club León |

Mit der folgenden Mannschaft gewann der Club Deportivo Zacatepec den Pokalwettbewerb der Saison 1958/59:

Nelson Festa – „Tito“ Izaguirre, Daniel Ortiz, José Antonio Roca, Raúl Cárdenas – Francisco Hernández, Agustín Díaz, Genaro Tedesco – Carlos „Charro“ Lara, Antonio Jasso, Florentino Quintanar; Trainer: Ignacio Trelles.